# Корнаредо
Корнарѐдо (на италиански: Cornaredo, на западноломбардски: Curnarè, Курнаре) е град и община в Северна Италия, провинция Милано, регион Ломбардия. Разположен е на 145 m надморска височина. Населението на общината е 19 931 души (към 2012 г.).